# Saint-Jean-sur-Tourbe
Saint-Jean-sur-Tourbe é uma comuna francesa na região administrativa do Grande Leste, no departamento de Marne. Estende-se por uma área de 17.04 km², e possui 89 habitantes, segundo o censo de 2018, com uma densidade de 5.2 hab/km².